# Televisión por satélite

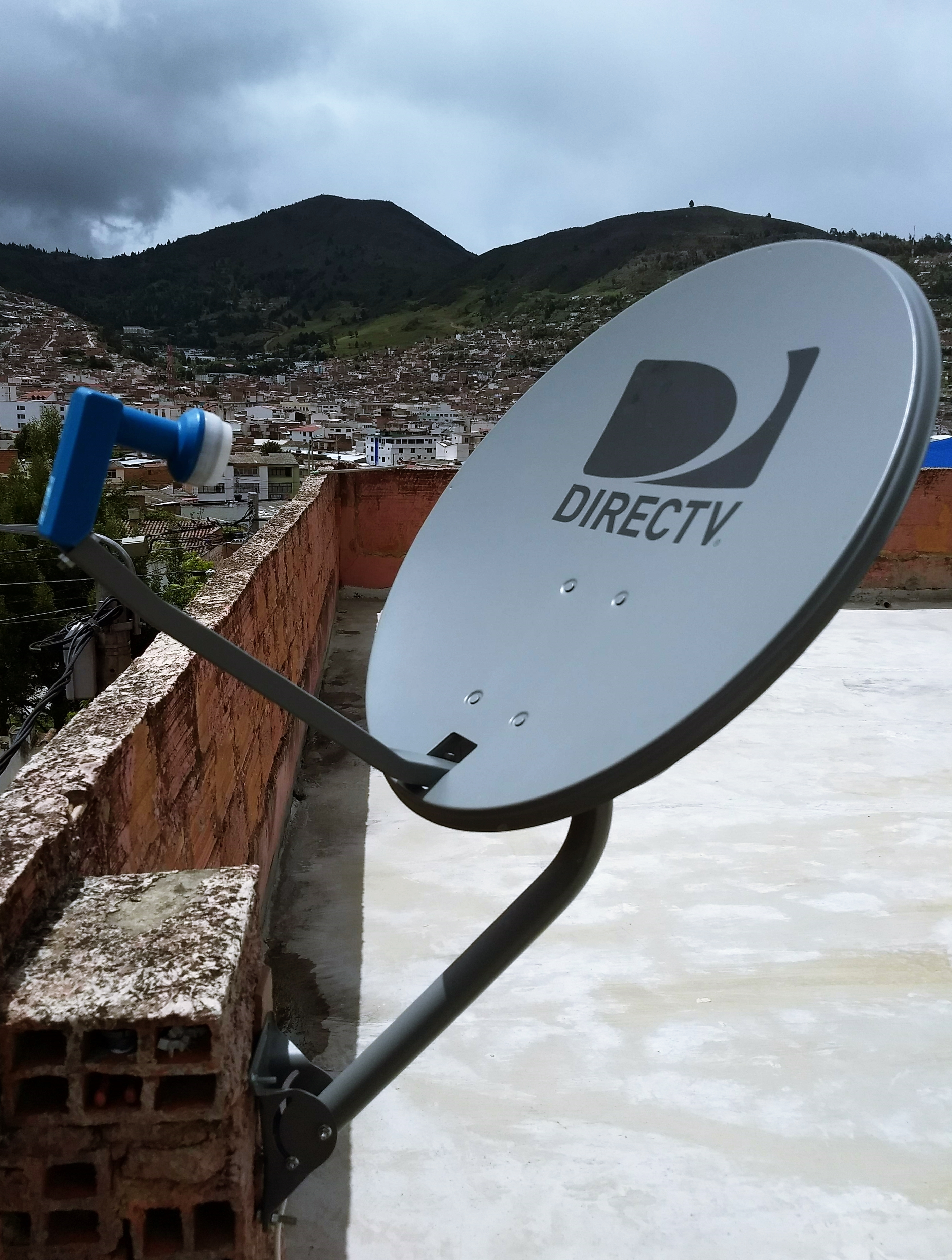
Antena parabólica de DirecTV para recibir la televisión por satélite.

La televisión por satélite es un método de transmisión televisiva consistente en retransmitir mediante un satélite de comunicaciones una señal de televisión emitida desde un punto de la Tierra, de forma tal que ésta pueda llegar a otras partes del planeta. De esta forma es posible la difusión de señal televisiva a grandes extensiones de terreno, independientemente de sus condiciones orográficas, siempre que haya visión al cielo. Hay tres tipos de televisión por satélite: Recepción directa por el telespectador (DTH), recepción para las cabeceras de televisión por cable (para su posterior redistribución) y servicios entre afiliados de televisión local.
Como se ha dicho el proceso comienza con la señal de televisión emitida desde un punto de la Tierra, habitualmente un centro de emisión satelital. Luego, la señal es captada por el satélite y retransmitida nuevamente hacía la Tierra pero en un área amplia (la llamada «pisada» del satélite) Finalmente un receptor de satélite recibe y decodifica el programa de televisión deseado para verlo en un televisor o bien se retransmite por sistemas de Televisión por cable, TV codificada, IPTV, u otro sistema de distribución. Los receptores pueden ser set-top boxes externos o un sintonizador de televisión.
La televisión por satélite ofrece una amplia gama de canales y servicios. Por lo general, es la única televisión disponible en áreas geográficas remotas sin servicio de televisión terrestre o televisión por cable, y obviamente en buques comerciales.
Las señales de los sistemas modernos se retransmiten desde un satélite de comunicaciones en frecuencias de la banda X (8–12 GHz) o banda Ku (12–18 GHz) que requieren solo un plato pequeño de menos de un metro de diámetro. Los primeros sistemas de televisión por satélite eran un tipo obsoleto que ahora se conoce como Television receive-only o TVRO. Estos sistemas recibían señales analógicas más débiles, transmitidas en la banda C (4–8 GHz) de satélites de tipo FSS, lo que requería el uso de grandes platos de 2–3 metros. En consecuencia, estos sistemas recibieron el sobrenombre de sistemas de «plato grande» y eran más caros y menos populares.
Los primeros sistemas usaban señal analógica, pero los modernos usan señales digitales que permiten la transmisión del estándar de televisión moderna de televisión de alta definición, debido a la significativamente mejorada eficiencia espectral de la radiodifusión digital. A partir de 2022, Star One C2 de Brasil es la única transmisión satelital restante en señales analógicas.
Se requieren diferentes receptores para los dos tipos. Algunas transmisiones de TV e incluso radio comercial no están encriptadas y son free-to-air o sea libres de ser vistas -u oídas- por cualquier usuario que posea antena y receptor, mientras que muchos otros canales se transmiten con encriptación, una de las formas de televisión de pago que requiere que el espectador se suscriba y pague una tarifa mensual para que el receptor no se bloquee al recibir la programación.
La televisión por satélite se ve afectada por el cord-cutting, tendencia en la que la gente se está desplazando hacia la transmisión de televisión basada en Internet.

## Historia
Desde que la Unión Soviética puso en órbita en 1957 el primer satélite artificial denominado Sputnik 1, se han lanzado decenas de miles de estos artefactos para todo tipo de finalidades. Uno de los usos más extendidos es el de las telecomunicaciones, a partir del cual ha sido posible la difusión de señal de televisión, voz o datos en zonas muy amplias de terreno, señal que puede captarse sin más instalación que una antena parabólica y un receptor satelital.
Desde el lanzamiento del primer satélite han ido surgiendo varios acontecimientos importantes, como por ejemplo la emisión de la primera señal de televisión, en 1962 utilizando el satélite Telstar 1 o el lanzamiento del primer satélite de radiodifusión directa (DBS), el Ekran, pensado para la recepción de señal de televisión a casa. El uso de satélites de comunicaciones se ha extendido hasta el punto en que existen en la actualidad más de 300 satélites de comunicaciones en órbita geoestacionaria, emitiendo señales de televisión en cualquier parte del mundo.

## Funcionamiento
Los satélites utilizados para señales de televisión se encuentran situados en órbita geoestacionaria, a 35 786 km sobre el Ecuador terrestre. Debido a que orbitan la Tierra a la misma dirección y velocidad que esta gira, da la sensación de que no están en movimiento. La importancia de este hecho es vital, puesto que es posible utilizar un dispositivo emisor o receptor sin tener que cambiarlo de posición a medida que el satélite se va moviendo. Hay que tener en cuenta que el número de satélites que puede haber en órbita geoestacionaria es limitado, puesto que hace falta evitar las posibles interferencias que puedan generarse entre ellos. Es decir, si tenemos en cuenta que los satélites que operan en la banda C han de estar separados 2º entre ellos, vemos que el número máximo de satélites que podemos tener es de 360/2 = 180. Con respecto a la banda Ku, la separación es más pequeña (1º), así que podemos tener hasta 360/1 = 360.
La transmisión televisiva por satélite se inicia en el momento en que la emisora envía la señal, previamente modulada a una frecuencia específica, a un satélite de comunicaciones. Para hacer posible esta emisión es necesario el uso de antenas parabólicas de 9 a 12 m de diámetro. El uso de dimensiones de antena elevadas permite incrementar la precisión a la hora de enfocar el satélite, facilitando de este modo que se reciba la señal con una potencia suficientemente elevada.
El satélite recibe la señal emitida a través de uno de sus transpondedores, sintonizado a la frecuencia utilizada por la emisora. En general, un satélite dispone de hasta 32 transponedores para la banda Ku y hasta 24 para la banda C. El ancho de banda de los transponedores suele estar comprendido entre los 27 y los 50 MHz.

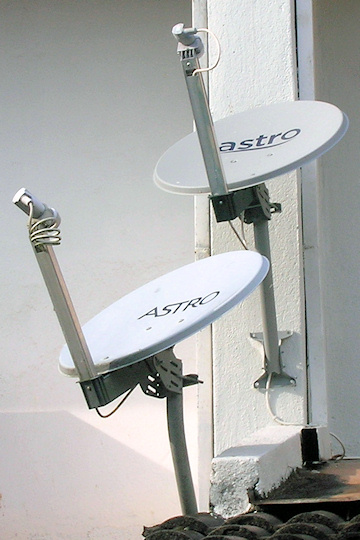
Antena satelital residencial en Malasia.

A continuación el satélite retransmite la señal de vuelta a la Tierra, pero en este caso utilizando otra frecuencia, típicamente en las bandas C o Ku, con la finalidad de evitar interferencias con la señal procedente de la emisora. Esta señal, bastante debilitada debido al gran número de kilómetros que debe recorrer hasta llegar al destino, es captada por una antena parabólica instalada por el usuario final. La señal, muy débil, se refleja y se concentra en el punto focal de la antena donde se encuentra el feedhorn. Este se encarga de recibir la señal y llevarla al LNB para su posterior conversión y amplificación. En el caso particular de las antenas parabólicas para satélite de difusión directa en realidad tenemos un LNBF, que integra el feedhorn y el LNB en una sola pieza.
El receptor de satélite demodula y convierte la señal al formato deseado. Los canales abiertos se reciben sin encriptar. En el caso de la PPV y la televisión por suscripción, la señal se recibe cifrada y se desencripta mediante una tarjeta inteligente, para obligar a los televidentes a contratar el servicio y asegurarse de que cada suscriptor haya contratado el servicio y que acceda solamente a la programación que está pagando.

## Apagón por el sol
Cuando el sol se alinea directamente detrás del satélite en el campo de visión de la antena parabólica receptora, se produce un fenómeno denominado «apagón solar», que dura unos 10 minutos al día, hacia el mediodía, dos veces al año, durante dos semanas, en primavera y otoño, en torno al equinoccio. Durante este periodo, el sol se encuentra dentro del lóbulo principal del patrón de recepción de la antena parabólica, por lo que el fuerte ruido de microondas emitido por el sol en las mismas frecuencias utilizadas por los transpondedores del satélite ahoga la recepción.

## En Latinoamérica y España

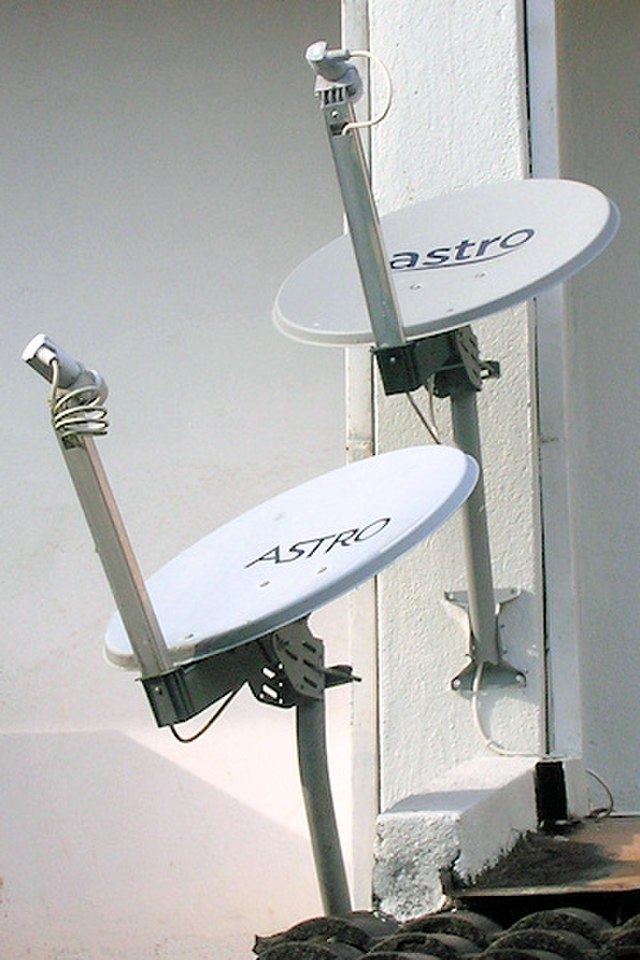
Bizitegi-antena satelitala Malaysian

En América Latina la televisión por satélite era popular solo en algunos países, debido a los altos precios de las empresas que la suministraban. El avance tecnológico, el descenso de los precios y la competencia de los servicios de video bajo demanda han provocado que terminara siendo más popular que la televisión por cable. Los servicios más extendidos son los de Claro TV, DirecTV, Dish, Movistar y Sky.
Sky tiene aproximadamente 3,3 millones de suscriptores en México, Brasil (1,7 millones solo aquí) y América Central. DirecTV proporciona el mismo servicio en países de América del Sur y el Caribe con un total de más de 1,5 millones de suscriptores. Este tipo de servicio de pago y renta mensual, no ha sido muy popular debido a los altos precios de suscripción, aunque han podido encontrar una veta en los sistemas de prepago; sin embargo en Chile, DirecTV y otros operadores de televisión satelital son de uso masivo; en Colombia es el segundo en lo que a TV satelital se refiere, siendo su calidad excepcional a comparación de la televisión por cable; en Venezuela es el operador de televisión de pago con mayor aceptación, teniendo más de 2 millones de usuarios activos en el país (mediante Simple TV); DirecTV también opera en Argentina, Paraguay, Uruguay, Chile, Perú y Ecuador.
También existen otras empresas como InTV en Argentina; Dish y Star TV en México; Inter Satelital TV, Entel (Bolivia), Tigo Star, Cotas y Interac TV HD en Bolivia; Movistar TV en Chile, Colombia, Venezuela y Perú, Vivo TV en Brasil; Claro TV en Chile, Perú, Colombia, República Dominicana, Puerto Rico, El Salvador, Panamá, Paraguay, Ecuador, Honduras, Guatemala, Nicaragua, Costa Rica y Brasil; TuVes HD en Chile; CANTV e Inter en Venezuela; Vox TV, Personal TV HD, Tigo Star en Paraguay; Entel TV HD en Chile; en Uruguay, como nuevo proveedor de TV satelital en dicho país.
En Chile desde junio de 2014 el número de suscriptores de televisión satelital superó al de televisión por cable, acaparando a un 51,1% de los usuarios.
En México desde fines de 2011 el número de suscriptores de televisión satelital superó al de televisión por cable, alcanzando poco más de 8 millones de usuarios en total, considerando a los clientes de Dish y Sky combinados. Esto es debido a la fuerte competencia de precios que se ha presentado entre las compañías de TV satelital y TV por cable, pudiéndose obtener paquetes del primer servicio desde poco más de U$S 10 mensuales, lo cual ha contribuido en gran medida al crecimiento del número de usuarios.
En España actualmente existe solo Movistar+. También funcionó Starmax HD aunque cesó sus emisiones en abril de 2011.
Finalmente, existe la modalidad de TV satelital denominada «Free to air» o FTA, donde se reciben vía satélite canales de TV abierta (sin encriptar). Esta modalidad es muy popular en Estados Unidos, Brasil, Uruguay, Europa, Oriente Medio y norte de África, regiones donde está asentada desde hace muchos años y en las que existen cientos e incluso miles de canales FTA, varios de ellos pensados para recepción directa al hogar, y otros que son señales para enlace entre emisoras de TV.
En algunos países de América Latina lamentablemente esta modalidad no está muy difundida debido en parte al alto precio y escasa disponibilidad de equipos receptores y accesorios como antenas y LNB, pero también debido a que hay muy pocos satélites -como por ejemplo el ARSAT 1- que emitan canales FTA en idioma español, sobre todo en la Banda Ku, que es la banda donde las antenas son más pequeñas, baratas y fáciles de conseguir; por estos motivos la mayor parte de los aficionados al FTA se inician en esta banda dejando la banda C para más adelante.
La mayoría de estos canales «FTA» en esta región (sobre todo en Paraguay, Uruguay, Brasil y Argentina) no son pensados para recepción directa por parte del televidente sino que son en realidad enlaces técnicos entre emisoras de TV y sus repetidoras, habiendo también algunas señales de cable que son abiertas. Cualquiera de estos canales podría codificar en cualquier momento, aunque siempre habrá canales FTA para ver, ya que mientras algunos pueden codificar, otros pueden abrir, o surgir nuevos canales. Por otra parte, los relativamente «bajos precios» de la TV por cable hizo que se difundiera más esta última en la preferencia del televidente. Una excepción llamativa a esto es Brasil, país donde desde hace un par de décadas la TV FTA es muy popular con decenas e incluso cientos de canales en portugués, siendo habitual ver en los techos de las casa antenas parabólicas de Banda C.

## Legalidad
El Reglamento de Radiocomunicaciones de 1963 de la Unión Internacional de Telecomunicaciones (UIT) definió un «servicio de radiodifusión por satélite» como un «servicio espacial en el que las señales transmitidas o retransmitidas por estaciones espaciales, o transmitidas por reflexión desde objetos en órbita alrededor de la Tierra, están destinados a ser recibidos directamente por el público en general».
En la década de 1970, a algunos estados les preocupaba que la radiodifusión externa pudiera alterar la identidad cultural o política de un estado, lo que llevó a la propuesta del Nuevo Orden Mundial de Información y Comunicación (NWICO). Sin embargo, las transmisiones por satélite no se pueden restringir según el estado debido a las limitaciones de la tecnología. Alrededor de la época en que se publicó el informe MacBride, la transmisión por satélite se estaba discutiendo en el Comité de las Naciones Unidas sobre la Utilización del Espacio Ultraterrestre con Fines Pacíficos (COPUOS), donde la mayoría de los miembros apoyaron las restricciones de consentimiento previo para la transmisión en sus territorios, pero algunos argumentaron que esto violaría la libertad de información. Las partes no pudieron llegar a un consenso sobre esto y en 1982 presentaron UNGA Res 37/92 («Principios DBS») a la Asamblea General de la ONU que fue adoptada por mayoría de votos, sin embargo, la mayoría de los Estados capaces de DBS votaron en contra. La resolución de los «Principios DBS» generalmente se considera ineficaz.